# David Font
David Font Rodríguez (Barcelona, 6 de mayo de 2000) es un jugador de baloncesto español. Juega de escolta y actualmente forma parte de la plantilla del CB Bahía San Agustín de la Liga LEB Plata, la tercera división del baloncesto en España. Es hermano del también baloncestista Aleix Font.

## Carrera deportiva
Empezó su trayectoria deportiva en las categorías inferiores del FC Barcelona, hasta llegar a formar parte del equipo junior en 2017. 
En enero de 2018, se proclamó campeón del concurso de triples de la 38.ª edición del Torneo de L'Hospitalet.
En la temporada 2017/18 debuta en la LEB Oro con el filial del FC Barcelona en el partido frente al Club Melilla Baloncesto y formaría parte del equipo de LEB Oro para la temporada 2018/19.
En julio de 2021, firma por el Basket Navarra Club de la Liga LEB Plata de España.
En la temporada 2022-23, firma por el CB Bahía San Agustín de la Liga LEB Plata. 